# Joseph Coront
Lucien Joseph Coront Ducluzeau, dit Joseph Coront, né le 19 avril 1859 à Vanosc en Ardèche, où il est mort le 26 mars 1934, est un peintre français.
Membre de l'école lyonnaise, cet ancien élève de l'École nationale supérieure des beaux-arts de Lyon et de l'École nationale supérieure des beaux-arts de Paris est connu pour ses portraits, sculptures, paysages et scènes décoratives, sur différents supports (principalement huile et pastel). Il fut proche des symbolistes (Alexandre Séon) et du critique Alphonse Germain. On retrouve certaines de ses œuvres, entre autres, aux musées de Nantes (Paysage et Tête de femme), Rolin à Autin (La Liseuse), d'Annonay (paysages) et de Nîmes (portrait du sculpteur Vidal).

## Jeunesse, formation et origines
Joseph Coront Ducluzeau naît à Vanosc, dans le hameau du Cluzeau, où sa famille était établie depuis le XIVe siècle au moins. Il est le cinquième et avant-dernier enfant de Jean-Louis Coront et d'Anne-Lucie Ducluzeau. Il est également l'arrière-petit-fils de Pierre-François Ducluzeau, qui avait joué un certain rôle politique au début de la Révolution de 1789, d'abord comme premier maire de la commune de Vanosc, puis surtout comme vice-président du directoire départemental de l'Ardèche, aux côtés du marquis de la Tourette.
Le jeune Joseph Coront reçoit son éducation première de sa mère, à qui il voue une très profonde affection, avant de rejoindre les bancs de l'école communale de Vanosc, puis le collège d'Annonay, où il est encouragé par le père Tony Monchovet à cultiver son talent pour les beaux-arts.
En 1879, il entre à l'école des Beaux-Arts de Lyon et reçoit l'enseignement de MM. Faure et Danguin. Il obtient, en 1882, au grand Concours de l’École lyonnaise, le premier prix de peinture de la Figure et la Première mention d’Études d'après l'antique. Pour l'anecdote, les autres lauréats de la cérémonie, présidée, le 10 août 1882, par Édouard Aynard cette année-là, sont François Guiguet (prix de Paris) pour la peinture, et, pour l'architecture, Tony Garnier.
Encouragé par ses premiers succès, le jeune lauréat de Vanosc monte à Paris pour suivre les cours de l’École nationale et spéciale des beaux-arts. Il fréquente l'atelier de peinture de Alexandre Cabanel. Mais, jusqu'en 1921, le peintre partagera son temps entre Vanosc et la capitale, passant chaque année trois ou quatre mois à Paris dans un atelier, pour garder le contact avec le monde artistique et les grands musées nationaux.
Au Louvre et à Versailles, Joseph Coront fréquente en effet assidument les maîtres du Grand Siècle (Nicolas de Largillierre, François Boucher, Marc Nattier, Antoine Watteau), dont il exécute de remarquables copies pour la décoration intérieure du château de la Rivoire, à Vanosc. Il aimait également le Musée de Cluny, où il peindrait, d'après les tapisseries de La Dame à la licorne et de La Légende de saint Étienne, une série d'aquarelles qui lui servirent à reproduire leurs modèles, grandeur naturelle, sur des toiles canevas de 2 m sur quatre. Ce travail de longue haleine, destiné à la décoration de l'hôtel particulier de son beau-frère Victor Rey, à Saint-Étienne, fut réalisé en grande partie au Cluzeau. Les tapisseries de la vie de Saint-Étienne, où l'artiste, à l'instar des peintres de jadis, avait représenté quelques figures locales (le curé de ville Vaucance, des abbés de Vanosc) devaient être exposées dans le chœur de l'église de Vanosc à Noël 1889. Elles furent ensuite transportées, avec celle de La Dame à la licorne, au premier étage du château de la Rivoire.

## Entourage artistique et accueil critique
À Paris, Joseph Coront avait retrouvé plusieurs collègues de l'école lyonnaise : François Guiguet, Joseph Brunier, Louis Eymonnet. Il s'était aussi lié d'amitié avec d'autres peintres comme Eugène Loup, Jean Denisse, Alexandre Séon… Toutefois, son ami le plus cher et le plus dévoué sera bien Alphonse Germain : artiste et homme de lettres, ce dernier entretint avec lui, pendant plus de 30 ans, une correspondance régulière et, par ses écrits, contribua grandement à le faire connaître du public. Ainsi en septembre 1897, dans la revue de Jacques des Gachons, L'Ermitage, il consacrait au peintre vanoscois une assez longue étude, où il déclarait, entre autres : « L'école de Paris est un vaste creuset où se fondent tous les éléments envoyés du fond des provinces, et le résultat donne des produits d'aspects lamentablement identiques. Qui donc pourrait reconnaître, d'après les dessins des concours, l'origine des élèves que l'on forme en ce lieu ? Autre conséquence de cette centralisation : nos provinces, autrefois si riches en artistes, sont désertées par les plus talentueux de leurs enfants. Quiconque a du succès ou de l'argent rêve de s'installer à Paris… Ce n'est plus la France qui a un art, c'est Paris, et par malheur, le snobisme y règne ! Il faut donc rendre grâce aux artistes qui, malgré les préjugés ambiants, ont le courage d'être volontairement fidèles à leur coin de province. Ainsi firent Monticelli à Marseille, Ravier à Morestel ; ainsi font à Saint-Étienne, le peintre Faure ; à Valence, les peintres Paul Audra, Louis Ollier, Louis Ageron ; à Vanosc, le peintre Coront. »
« Quoique Joseph Coront ait une palette presque sobre, sa vision et sa dilection ont maintes affinités avec celle du somptueux Ravier. À son exemple, il cherche l'harmonie de ses colorations et la lumière de ses effets par l'observation rigoureuse des valeurs de tons ; à son exemple, encore, il dessine ses moindres motifs, il les interprète en les construisant. On peut donc espérer qu'il sera le chantre de l'Ardèche comme le maître de Morestel fut celui de l'Isère. Souhaitons que l’œuvre d'Auguste Ravier, délices des rares amateurs, soit enfin révélée à Paris ; souhaitons d'y voir aussi quelques-uns des paysages du peintre de Vanosc, qu'une modestie excessive a empêché jusqu'ici d'aborder le grand public. »
Joseph Coront reçut au début novembre 1897 ce petit mot de son ami : « Mon cher, à la suite de l'étude parue dans l'Hermitage, un écrivain de mon entourage a manifesté le désir de vous acheter un dessin ou une peinture. Je vous engage à y donner suite parce que l'écrivain dont il s'agit est assez répandu et qu'il serait bon que vous figuriez dans sa collection. » C'est ainsi que le peintre ardéchois entra en relation avec les milieux littéraires, notamment avec le poète symboliste Jean Moréas. En février 1901, la revue l'hémicycle publiait ainsi une stance de Moréas illustrée par une tête de femme de Coront. L'année suivante, son directeur, Pierre de Querlon (nom de plume de Pierre des Gachons), consacrera un article élogieux aux deux amis de l'école lyonnaise Joseph Coront et Louis Eymonnet : « En face d'un tableau de Coront ou d'Eymonnet, on dit d'abord : c'est une œuvre. Ce n'est qu'après avoir joui de l'agrément du tableau lui-même et de la solidité de la peinture que l'on découvre l'originalité, la main de l'auteur, le propre de l'artiste. Il faut d'abord noter chez eux une science assurée du dessin. Tant de peintres aujourd'hui avouent ne pas savoir se servir du crayon ! Je connais peu de dessinateurs aussi consciencieux que Joseph Coront, aussi soucieux que Louis Eymonnet. La matière de Coront est plus sobre, tout en étant plus précise. Il aime le détail de la dentelle, les plis d'un châle, les arabesques d'une vieille racine ou d'un rameau dépouillé, mais il y a de la grandeur dans cette précision, car les détails sont si savamment ordonnés que chacun de ces tableaux forme un tout, frais, vif et décoratif. »
Le collectionneur parisien Charles Saunier écrivit cette année-là à Alphonse Germain : « Je suis allé chez Eymonnet, l'autre jour. J'ai eu le plaisir d'y rencontrer Joseph Coront. Les œuvres de tous deux m'ont beaucoup intéressé. Il y a vraiment chez Eymonnet une belle volonté de chercher autre chose que ce qui se fait, sans viser à la singularité. Quant aux œuvres de Coront, il y en a que je trouve tout à fait parfaites. Quel beau décorateur et quel sentiment de la nature ! » Joseph Coront compta également parmi ses clients notoires l'historien de l'art chrétien, Émile Mâle, membre de l'Académie française, qui voulut bien lui confier l'exécution du portrait de son épouse.
En 1903, la société nationale des Beaux-Arts organisait du 16 avril aux 30 juin son 13e salon au Grand Palais, auquel Joseph Coront participe avec ses portraits aux pastels. D'autres expositions l'avaient déjà fait connaître en province, à Nîmes par exemple, où il avait obtenu une médaille, en 1894 ; à Saint-Étienne également ; à la galerie Lardanchet, à Lyon.
En 1911, Alphonse Germain consacre à son ami Joseph Coront une place de choix dans son ouvrage Les Artistes Lyonnais, dont voici quelques extraits : « Entièrement formé à Lyon, l'école locale le revendique à juste titre. C'est un bon ordonnateur de scènes décoratives en qui s'allient à souhait les dons du paysagiste du portraitiste. Ces motifs, bien compris pour la parure de nos demeures, sont en général très simples et ne visent qu'à charmer les yeux par d'harmonieux spectacles aux colorations affectives. Solitude montre une jeune fille rêvant dans un site automnal qu'éclaire de rose et d'or l'agonie du soleil. C'est l'heure attendrissante où, voilé de mystère, le crépuscule ami s'endort dans la vallée… L'Étang s'illustre d'une tête dont l'expression complexe, voire énigmatique, se trouve complémentée par le fond qui l'encadre. Dans Harmonie vespérale, une femme aux traits stylisés, au type intemporel, écoute, perdue dans son audition, semble-t-il, les sons qu'elle tire de sa lyre… Coront excelle d'ailleurs dans l'interprétation des physionomies, témoin sa blonde Liseuse (musée Rolin, Autun), élégante jusqu'en ses tonalités ; témoin ces multiples portraits, de sa mère, de son frère, de Vidal, le sculpteur aveugle (musée de Nîmes), de Guiguet et d'Eymonnet. Tous ont une configuration significative et plusieurs révèlent une âme, notamment celui de Mme Coront mère qui resplendit de vie intérieure. »

## Joseph Coront: paysagiste vivarois
Très attaché à sa terre natale ardéchoise, Joseph Coront s'est inspiré des environs bucoliques de la demeure familiale du Cluzeau pour réaliser une œuvre paysagère de premier plan. Comme l'a écrit finement Alphonse Germain :
« Ses paysages impressionnent, et beaucoup autant par ce qu'ils dégagent que par ce qu'ils précisent. La plupart, enveloppée de sereines atmosphères, est d'un charme doux, très souvent mélancolique, car ils transportent les symphonies mordorées, les splendeurs fanées et les élégies crépusculaires de l'automne, sa saison préférée… On lui doit une délectable série de vues de la région de Vanosc. Cette partie de l'Ardèche abonde en merveilleux spectacles et le grandiose de ces montagnes reste à l'échelle humaine… Fidèle à son terroir, Coront sait en reproduire la majesté point altière, la puissance sans rudesse, les grâces sévères. Sensible aux concordances des nuances et des sentiments, il a sa place parmi ces poètes de la peinture qui manifestent le frémissement et le recueillement des frondaisons, les joies et les langueurs des ciels. Parmi ses couchers de soleil dans la montagne, ses brumes du matin et du soir, ses jeux de lumière sous bois, il est plus d'une évocation que l’œil retient comme l'esprit retient un beau vers. »

## Décoration de l'église paroissiale de Vanosc[3]
Joseph Coront restaura des tableaux provenant de l'ancienne église : la Scène de l'Annonciation (XVIIe siècle), la Pentecôte et Saint Jean l'évangéliste (XVIIIe siècle). Il peignit ensuite le tableau de l'Assomption qui fait, dans le chœur, pendant à celui de L'Annonciation. Après la guerre de 1914 – 1918, il exécuta en ex-voto le groupe de la Vierge à l'enfant, où l'on reconnaît le clocher de Vanosc, le curé Breux et deux de ses paroissiens, les généreux donateurs rescapés de la tourmente. En 1924 (il avait 65 ans), il entreprit deux travaux délicats, voire téméraires pour son âge. Au tympan du porche, il rajeunit d'une nouvelle couche de peinture, le bas-relief polychrome qu'il avait moulé sur plâtre, en 1896, d'après une vierge de Botticelli. À l'intérieur, il décora à la peinture à l’œuf, selon les procédés du quattrocento italien, les larges piliers du fond de la nef centrale. Ce travail était assez original pour retenir l'attention du chroniqueur parisien de la Gazette des Arts, qui le présentait en ces termes :
« Il est dans les montagnes qui dominent Annonay, un village si bien perdu dans la verdure qu'aucun touriste n'en doit soupçonner l'existence : on l'appelle Vanosc. Or, son église vient de recevoir de composition picturale qu'il conviendrait déjà de signaler parce qu'elles ont été réalisées à l’œuf. Leur auteur, M. Joseph Coront, s'essayait dans ce procédé depuis plusieurs années ; ses récentes décorations prouvent qu'il en est maître aujourd'hui. Placée sous la tribune de l'orgue, elle présente un bel effet mural. Sur le motif que le spectateur voit à sa gauche, le roi David, debout devant l'autel, fait vibrer sa harpe avec conviction ; sur celui de droite, Sainte-Cécile, les yeux au ciel, semble continuer une oraison en jouant de la viole. Les deux figures se détachent sur un front adorné qui rappellent certaines miniatures ; David, du reste, dérive d'un ancien psautier. De discrètes et fines tonalités achèvent de les bien adapter à la paroi… Grâce aux transparences de quelques-uns des tons, l'ensemble conserve une fraîcheur d'aquarelle et une richesse d'émail. Assurément, la détrempe à l’œuf offre maints avantages dans la décoration des édifices ; elle permet d'obtenir tous les effets de la fresque, et elle résiste mieux à l'action du temps. »

## Vieillesse au Cluzeau
« Devenu vieux et plutôt triste, n'ayant presque plus de contemporains », Joseph Coront passe les dernières années de sa vie dans la grande maison du Cluzeau et s'éteint, à 75 ans, dans sa chambre, d'où il pouvait contempler ce beau Vivarais qu'il aima tant.

## Collections publiques
- Musée d'Annonay : Bord de rivière, Cour de ferme au soleil couchant, Portrait d'Antoine Grimaud, maire.
- Hôtel de ville d'Annonay :  Vieux charmes sous la neige(dessin), Le Soir.
- Mairie de Vanosc : galerie des portraits des premiers maires, d'Étienne de Canson à Jean-Baptiste Raymond Collard.
- Presbytère de Vanosc : portraits des anciens curés, jusqu'à l'abbé Xavier Breux, au salon.
- Musée de Besançon.
- Musée de Nantes ; Paysage et Tête de femme.
- Musée Rolin, Autin : La Liseuse.
- Musée de Dijon.
- Musée de Nîmes : Portrait du sculpteur aveugle Louis Vidal.
- Musée de Brou, Bourg-en-Bresse.

## Expositions
- Exposition organisée par les « Amis d'Annonay », sous la présidence de Marcel Béchetoille, automne 1920.
- Exposition rétrospective à l'hôtel de ville d'Annonay, par les « Amis d'Annonay », sous la présidence de César Filhol, du 4 au 18 février 1937.
- Exposition rétrospective, à la galerie Valgelas d'Annonay, par les « Amis du Fonds Vivarois », novembre 1981.